# 高橋伸夫 (政治学者)
高橋 伸夫（たかはし のぶお、1960年 - ）は、日本の政治学者。専門は現代中国政治史。慶應義塾大学法学部教授。アジア政経学会理事長。

## 略歴
北海道出身。
1982年筑波大学第二学群比較文化学類卒業。1984年筑波大学大学院地域研究研究科修士課程修了。
1987年慶應義塾大学大学院法学研究科博士課程単位取得退学。1994年博士（法学）。
1995年京都外国語大学外国語学部専任講師。1996年慶應義塾大学法学部専任講師、1998年助教授、2005年教授。

## 著書

### 単著
- 『中国革命と国際環境――中国共産党の国際情勢認識とソ連、1937年～1960年』（慶應義塾大学出版会, 1996年）
- 『党と農民――中国農民革命の再検討』（研文出版, 2006年）
- 『中国共産党の歴史』（慶應義塾大学出版会，2021年）

### 共著
- 『現代政治の展望』（ナカニシヤ出版, 1986年）
- 『国際情勢ベーシックシリーズ　東アジア』（自由国民社, 1998年）

### 共編著
- （竹中千春, 山本信人）『現代アジア研究（2）市民社会』（慶應義塾大学出版会, 2008年）

### 訳書
- 毛毛『わが父、鄧小平――「文革」歳月（上下）』（共訳, 中央公論新社, 2002年）